# Skien Station
59°13′07″N 9°36′13″Ø / 59.21861°N 9.60361°Ø
Skien Station (Skien stasjon), også kendt som Skien nye station (Skien nye stasjon) er en jernbanestation, som ligger omkring to kilometer nord for centrum af Skien i Telemark fylke i Norge. Det er beliggende på Bratsbergbanen og er også endestation for tog på Vestfoldbanen. Stationsbygningen indeholder billettkontor, kiosk, venterum og opbevaringsbokse. Der er god busforbindelse ind til Skien centrum.
Stationen blev åbnet, da Bratsbergbanen blev åbnet i 1917 og havde til formål at erstatte Skien gamle station, som var placeret på molen. Protester førte imidlertid til, at Skien gamle station igen blev endestation for Vestfoldbanen i 1927. I 1963 blev Skien gamle station endelig opgivet, og den nye Skien Station blev igen endestation. Der har siden ved flere lejligheder været rejst et forslag om at bygge en ny station i bjergene ved busterminalen i byen, men uden at specifikke planer er blevet forelagt.